# Przegląd Tomistyczny
Przegląd Tomistyczny: Filozofia – Teologia – Kultura duchowa średniowiecza – polskie czasopismo naukowe wydawane przez Instytut Tomistyczny z siedzibą w klasztorze dominikanów na warszawskim Służewie. 
„Przegląd Tomistyczny” jest rocznikiem wydawanym od 1984 roku przez Instytut Tomistyczny. Stanowi on kontynuację „Polskiego Przeglądu Tomistycznego”, założonego w 1939 przez J. M. Bocheńskiego OP i A. F. Gmurowskiego OP.
Pismo publikuje owoce studiów nad tradycją chrześcijańską, intelektualną i duchową, ze szczególnym uwzględnieniem polskiego dorobku, badań nad średniowieczem oraz poszukiwań inspirujących się myślą i dziełem Tomasza z Akwinu.